# Zabdies
Zabdies fou un personatge jueu que exercia com a superintendent de les bodegues reials del rei David. Era probablement originari de Sephamot al sud del Palestina, o de Sephama, al nord de l'anterior, car fou conegut com “el sephamita”. A la Vulgata se l'esmenta com a Afonites (Aphonites).